# Larnaud
Larnaud település Franciaországban, Jura megyében. Lakosainak száma 619 fő (2022. január 1.). Larnaud Courlans, Fontainebrux, Montmorot, Ruffey-sur-Seille és Villevieux községekkel határos.

## Népesség
A település népességének változása:
| Lakosok száma | 277  | 358  | 449  | 509  | 560  | 585  | 603  | 606  | 610  | 619  |
|               | 1968 | 1982 | 1990 | 2006 | 2013 | 2015 | 2017 | 2019 | 2020 | 2022 |